# Tánczos Gábor (tanár)

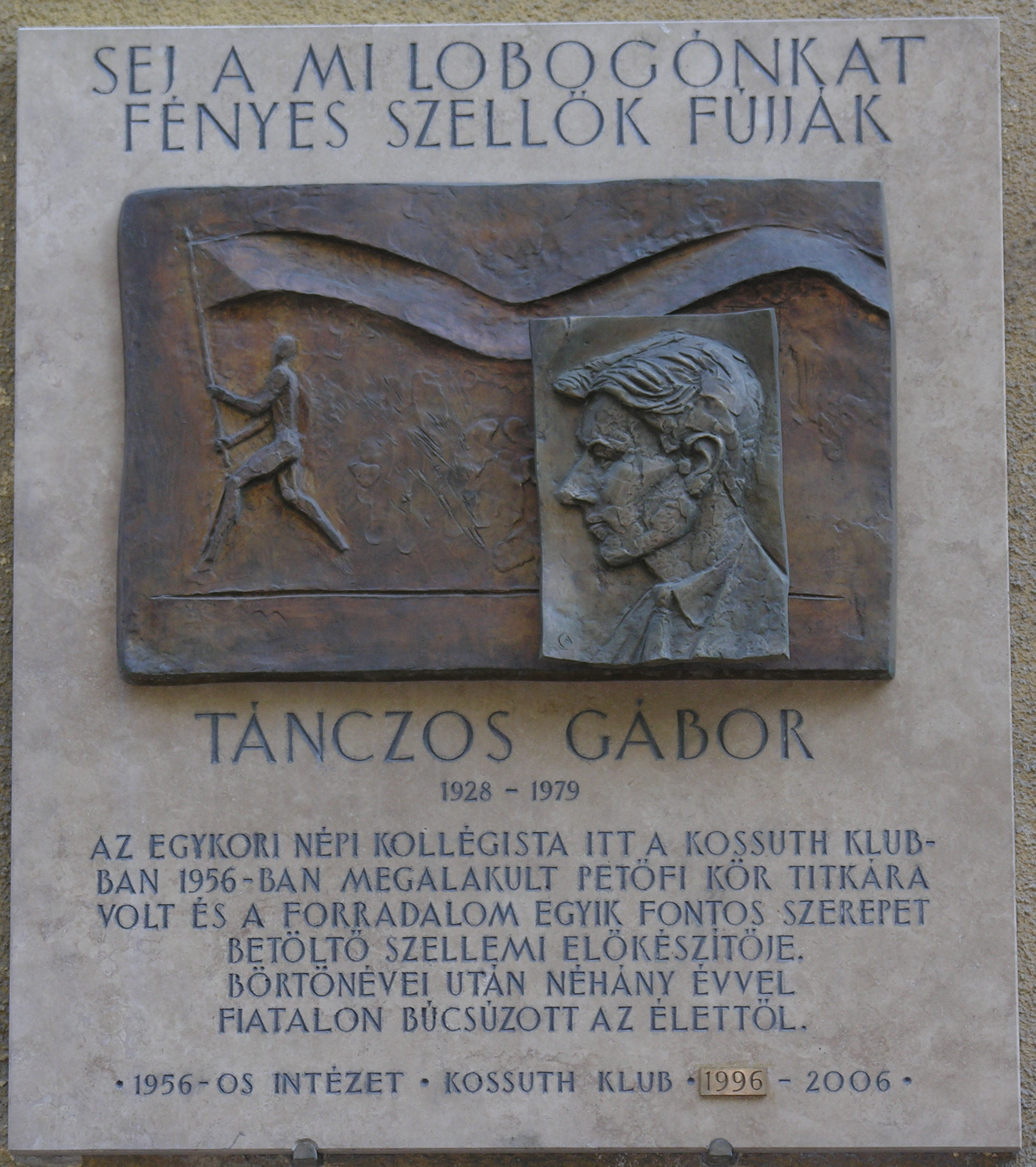
Tánczos Gábor emléktáblája a Kossuth Klub falán, a Múzeum utca 7. szám alatt

Tánczos Gábor (Budapest, 1928. április 2. – Budapest, 1979. december 6.) tanár, kommunista politikus.

## Élete
Baján nőtt fel, itt is érettségizett a ciszterci Gimnáziumban.  Édesapja munkaszolgálatosként halt meg a második világháborúban, őt is deportálták (1944).  Hazatérése után Baján belépett a Magyar Kommunista Pártba, ahol ifjúsági vezető lett. Budapestre jött, és a Győrffy István Népi Kollégium egyik legfiatalabb tagjaként felsőfokú tanulmányokba kezdett. Funkcionáriusként a Diákszövetségben és a Dolgozó Ifjúság Szövetségében (DISz) tevékenykedett. Egy éberségi kampány során eltávolították az apparátusból (1951). Az Eötvös Loránd Tudományegyetemen filozófia szakot végzett, majd tanári diplomát szerzett (1953). Politikai rehabilitálásáig az ELTE-n tanársegédként (1953–1954), majd a DISz Főiskola tanáraként oktató munkát végzett. A Petőfi Kör titkára volt (1955–1956), és Nagy Imre híve lett. Elsősorban személyén és tevékenységén múlott, hogy a DISz keretében élő vitakör az 1956-os forradalom előkészítésében történelmi szereppel bíró ellenzéki fórummá vált.
A forradalom leverésekor a Nagy Imre-csoporttal együtt a jugoszláv követségen kapott menedéket. A csoporttal együtt Romániába deportálták, majd 15 évi börtönre ítélték (1958 augusztus).  Amnesztiával szabadult (1962). Megnősült, felesége Bácskai Vera, elismert várostörténész. A Dolgozók Esti Gimnáziumában kapott állást, itt tanított (1962–1970), amellett olvasásszociológiával kezdett el foglalkozni. Az Országos Pedagógiai Intézet (OPI) munkatársa lett (1970). Bekapcsolódott a népi kollégiumi mozgalom, a Népi Kollégiumok Országos Szövetsége (NÉKOSZ), történetének feldolgozásába, érdeklődött az erdélyi magyar- és a hazai cigány kisebbség problémái iránt. Halála előtt még csatlakozott a Charta ’77 mozgalmat érő retorziók ellen fellépő magyarországi tiltakozókhoz.
Súlyosbodó depressziója miatt öngyilkos lett (1979. december 6.).

## Külső hivatkozások
- Az ellenzéki egység  halottja, Beszélő, 1998. november
- Hegedűs B. András: Tánczos Gábor, múlt-kor.hu
- Tánczos Gábor életrajza (angolul) az 1956-os Intézet honlapján
- Tánczos domborműves emléktáblája Budapesten, a Múzeum utca 7-es számú épületének falán

- |  | A Wikimédia Commons tartalmaz Tánczos Gábor (tanár) témájú médiaállományokat. |